# Die erste Begegnung
Die erste Begegnung ist ein Kurzdokumentarfilm von Gabriele Hochneder von 1980.

## Inhalt und Hintergründe
Ein junges Ehepaar adoptiert zwei Kinder und hofft, dass sich dadurch ihr Leben zum Besseren verändert.
Die erste Begegnung wurde 1979 von Gabriele Hochneder an der Hochschule für Film und Fernsehen in Potsdam-Babelsberg gedreht, wahrscheinlich als Diplomfilm. Er wurde am 15. Juni 1980 im DDR-Fernsehen gezeigt und 2023 im Filmmuseum Potsdam bei einer kleinen Retrospektive von Babelsberger Studentenfilmen.